# 1914 год во Франции

## Апрель
- 26 апреля — 10 мая — Парламентские выборы

## Июнь
- 2 июня — Прекращение полномочий Правительства Думерга
- 9 июня — 12 июня — Четвёртое правительство Рибо
- 13 июня — 26 августа — Первое правительство Вивиани

## Июль
- 20 июля — Визит президента Франции Раймона Пуанкаре в Россию[1]
- 31 июля — Убийство Жана Жореса
- Дело Кайо[2]

## Август
- 1 августа — Издание приказа о мобилизации
- 2 августа — Отдельные немецкие части на некоторых участках перешли французскую границу
- 3 августа
  - Объявление Германией войны Франции. Война считалась объявленной с 19 часов 30 мин.
  - Посольство Германии покинуло Францию
- 4 августа
  - Обращение Пуанкаре к Ассамблеям Парламента о начале войны
  - Создание Священного союза политических партий[англ.]
  - Введение военного положения
  - Прекращение работы Парламента
- 7—25 августа — Приграничное сражение
- 8 августа — Директива №1 главнокомандующего Жоффра о задачах армии
- 21 августа — Битва при Шарлеруа
- 25 августа — Отступление франко-бельгийских и английских войск. Возникновение угрозы Парижу
- 26 августа
  - Сформировано второе правительство Вивиани
  - Жозеф Симон Галлиени назначен военным губернатором Парижа. Организация обороны Парижа

## Сентябрь
- 2 сентября — Правительство, Парламент Франции, дипломатический корпус переезжают из Парижа в Бордо
- 4 сентября — Выход немецких войск к реке Марна, восточнее Парижа
- 5 сентября — Лондонская декларация между Россией, Францией и Англией о незаключении сепаратного мира[3][4]
- 5—12 сентября — Битва на Марне. Отступление германских войск на северо-восток
- 13 — 15 сентября — Битва на Эне
- 16 сентября—15 октября — Операции Бег к морю. Увеличение протяженности фронта до 700 км от границы Франции с Швейцарией до Северного моря

## Декабрь
- Возврат Правительства и Парламента из Бордо в Париж
- Возобновление работы Парламента

## В культуре
- 24 мая — Премьера балета Золотой петушок

## Умерли
- 13 февраля — Альфонс Бертильон, французский криминалист
- 5 апреля — Эрнест Андре, энтомолог
- 22 августа — Арт-Ройе, писатель
- 22 сентября — Ален-Фурнье, писатель
- 29 сентября — Жан Буэн, легкоатлет, призёр Олимпийских игр